# Gravity Falls
Gravity Falls är en amerikansk animerad TV-serie producerad av Disney Television Animation för Disney Channel. Serien skapades av Alex Hirsch, en tidigare manusförfattare för Flapjack och På kroken. Det första avsnittet sändes som en förhandsvisning den 15 juni 2012 och serien debuterade officiellt den 29 juni 2012. Den 29 juli 2013 meddelade Disney Channel att ytterligare en säsong skulle sändas. Serien visas även på Disney XD. Serien fick sitt sista avsnitt 15 februari 2016.
Disney XD har även en serie som heter Mysteriet i Gravity Falls. Där tas mysterierna i Gravity Falls upp.

## Handling
Serien handlar om de 12-åriga tvillingsyskonen Mabel och Mason "Dipper" Pines, vars föräldrar skickar iväg dem till deras farfars bror Stan i staden Gravity Falls i Oregon. "Grunkle" ("great uncle"; "gammel-farbror") Stan bor i och driver The Mystery Shack, en turistfälla som ger besökarna en inblick i världens mest bisarra museum. Dipper och Mabel förstår att det är något mycket märkligt som pågår och att de måste förlita sig på varann i denna främmande stad.

## Karaktärer
Huvudkaraktärer
- Mason "Dipper" Pines (Jason Ritter), den 12-årige tvillingbrodern till Mabel Pines. Han finner en dagbok i skogen, som hjälper honom med att lösa mysterier. Dipper är en väldigt rastlös person som är alltid på jakt efter nästa mysterium att lösa. Hans uppmärksamhet på detaljer är till hjälp med att lösa de, men andra ifrågasätter hans trovärdighet på grund av hans ivrighet. Han anses vara intelligent och rätt vuxen för sin unga ålder. Han är målinriktad och rotar i detaljer. Han är även smått förtjust i Wendy, även fast han innerst inne vet att han aldrig kommer kunna bli tillsammans med henne. Han fick sitt smeknamn från ett födelsemärke i pannan som är format som Karlavagnen (Big Dipper).
- Mabel Pines (Kristen Schaal), den 12-åriga tvillingsystern till Dipper Pines. Mabel är excentrisk, en stark och energisk optimist, som uttrycker sig genom extremt färgglada stickade tröjor. Hennes utåtriktade, nyfikna personlighet hjälper ofta Dipper lösa mysterier, men hennes enfald är också ofta som en belastning. Mabel tycker om tonårsromaner och söker romantik. Trots det hon ser i Gravity Falls, förblir hon optimist. Hon gick en gång på date med Gideon. En av Mabels största hobbys är konst och hantverk, något hon är bra på. Hon har även ett husdjur, grisen Waddles (Rulta), som hon vinner i en tävling.

- Stanley “Grunkle Stan” Pines (Alex Hirsch) är Dipper och Mabels barska gammelfarbror. Stan har grått, buskigt hår, bär stora glasögon och har en märkbar bukformad näsa. Han bär vanligtvis en svart kostym, en vit skjorta med en smal röd fluga och svarta byxor. Hans huvudbonad är en lila Fez med en månliknande symbol på. Hans fritidsintressen är att spela kortspel och titta på tv. Stan bor i Mystery Shack, en turistfälla i form av ett påstått museum av kuriosa, som han presenterar för turister som "världens mest bisarra museum." I verkligheten är butiken fylld av hemgjorda förfalskningar och skräp. Han driver sin butik hänsynslöst och tufft, och Dipper och Mabel måste också hjälpa till i butiken. I hemlighet är han dock alltid mycket orolig för barnen eftersom deras nyfikenhet upprepade gånger leder dem till livshotande situationer. Mot slutet av den första säsongen avslöjas det att Gronkel Stan gömmer ett enormt högteknologiskt laboratorium under Mystery Shack som innehåller en enhet. Under den andra säsongen förklaras det att detta är en uppfinning för att öppna en portal till en annan dimension, med vilken han kan föra sin tvillingbror tillbaka till Gravity Falls.
- Stanford Filbrick “Great Uncle Ford” Pines (J.K. Simmons) är Stans tvillingbror, även gammelfarbror till Dipper och Mabel och författare till dagböckerna. Ford ser väldigt lik ut sin tvillingbror, men har en vildare frisyr med en silverfärgad horisontell rand, och hans skäggstubb är mindre uttalad än Stans. Den största visuella skillnaden mellan honom och Stan är dock att Ford har sex fingrar på varje hand. Stanford är också mycket intelligent och, som Stan uttrycker det, ganska nördig och gillar rollspel. Han kom till Gravity Falls ursprungligen för att undersöka platsens konstigheter. I sitt förflutna var han en gång vän med Bill Cipher, men insåg senare att han hade blivit använd och förrådd av Bill. Tillsammans med Fiddleford McGucket byggde han den transuniversella flerdimensionella portalen, inspirerad av Bill Cipher, för att lösa Gravity Falls-mysterierna. Efter ett misslyckat experiment tog han med sig sin bror till Gravity Falls i sitt laboratorium, men de hamnade i gräl, vilket resulterade i ett slagsmål om den första dagboken, där Stanford sedan trycktes in av Stanley i portalen som av misstag aktiverades under slagsmål träffades, men portalen skadades svårt. Stanley, som blev vittne till olyckan, har sedan dess försökt få tillbaka sin bror. För att tjäna pengar omvandlade han Fords forskningsstuga till Mystery Shack. I början av den andra säsongen repareras portalen och Ford kommer tillbaka till Gravity Falls.
- Wendy Blerble Corduroy (Linda Cardellini) är en 15-årig tjej och deltidsanställd på Mystery Shack. Hon är lång, gänglig och har midjelångt, rävrött hår. Wendy är ofta  klädd i en mörkgrön rutig flannelskjorta, mörka jeans och bruna stövlar. Hon kommer från en väletablerad skogshuggarfamilj. Wendys karaktär kännetecknas av en blandning av rebelliskhet, coolhet och självständighet; hon gör alltid bara det hon gillar.  Hon tar inte riktigt sitt jobb i Stans butik på allvar och sköter det slarvigt. På fritiden hjälper hon till som poolhandledare. Under den första säsongen är Wendy med Robbie Valentino, men gör slut med honom innan säsongen är slut.
- Jesus Alzamirano “Soos” Ramirez (Alex Hirsch) är vaktmästaren i Mystery Shack. Han är också en vän till Dipper och Mabel. Soos är 22 år, mycket överviktig, har framträdande framtänder och mycket kort, mörkblont hår. Han bär en olivgrön keps och en mossgrön T-shirt med en mörk frågeteckensymbol på framsidan och orden "Staff" (personal) på baksidan. Han är också klädd i beige shorts. Soos är ganska klumpig och uppfattas ofta som ointelligent och han bor fortfarande hos sin mormor. Han blir sedan vän med en stormarknadsanställd som heter Melody. Trots sin osäkerhet står han för vad han säger och stöttar Dipper och Mabel där han kan. Hans fritidsintressen inkluderar DJ-ing, flipperspel, datorspel, "FCLORP" (Fri-roaming, smarta, roliga riddare i kartongrustningar; hyllning till LARP), lasertag och mat.
- Bill Cipher  (Alex Hirsch) är huvudantagonisten i Gravity Falls. Hans namn och figur är en anspelning på Försynens öga i USA:s stora sigill, som det också förekommer på endollarsedeln. Han har dock ingenting med Illuminate Order att göra. Bill Cipher är tvådimensionell, triangulär, enögd och gyllengul. Han bär en svart fluga, en hög svart hög hatt och ibland en svart eller guldfärgad käpp.

### Återkommande karaktärer
- "Old Man" Fiddleford Hadron McGucket  (Alex Hirsch) en vansinnig hillbilly från Gravity Falls och Stanfords gamla assistent. Han blev galen efter att ha temporärt sugits in i Stanfords portal under ett test. Det han såg på andra sidan portalen var så traumatiserande att han uppfann en minnesraderingsanordning för att ta bort sina dåliga minnen. Eftersom han i onödan raderade sitt minne för många gånger (möten med tomtar, etc.), raderade han av misstag hela sitt minne, vilket till slut gjorde honom vansinnig.

- Gideon Charles Gleeful (Thurop Van Orman) ungt medium som hävdar att han har psykiska förmågor, men som faktiskt är en bedragare. Han ser sig själv som Stans ärkefiende och gör allt han kan för att kunna ta över Mystery Shack. I slutet av säsong 1 arresteras han och fängslas. Men i säsong 2 flyr han från fängelset med hjälp av Bill Cipher. Efter att Bill tagit över Gravity Falls och fängslat Mabel, vänder sig Gideon mot Bill och hjälper till att besegra honom.
- Candy Chiu (Niki Yang) Mabels intelligenta och exentriska vän. Hon föraktas av Pacifica på grund av sitt arv.
- Robbie Valentino (T.J. Miller) Emo-tonåring som kämpar mot Dipper om Wendys hjärta. Till slut lyckas han komma in i ett förhållande med Wendy, som tar slut snabbt efter att han anklagats för att vara otrogen mot henne. Efter händelserna i "The Love God" har han ett förhållande med Tambry.
- Pacifica Northwest (Jackie Buscarino) var en bortskämd och elak tjej som hade liten respekt för Mabel. I avsnittet Northwest Mansion Mystery (Northwest Mansion Noir) blir det tydligt att hennes elaka beteende beror på hennes familj, som misshandlar henne. Hon inser hur elak hon var och börjar bete sig bättre mot Dipper och Mabel.
- Blendin Blenjamin Blandin (Justin Roiland) är en tidsresenär från år 207̃012, som skickades till dagens Gravity Falls, Oregon för att ta bort en rad tidsanomalier som Dipper och Mabel Pines lämnat efter sig.

## Svensk version
Skådespelare som ger svenska röster för de olika rollerna:

### Dubbningsstudio[3]
- Regissör: Nicklas Berglund (Säsong 1), Bjarne Heuser (Säsong 2)
- Inspelningstekniker: Bjarne Heuser
- Översättare: Bittan Norman
- Kreativt ansvarig: Kirsten Saabye (Säsong 1), Michael Rudolph (Säsong 2)
- Studio: SDI Media
- Svensk version producerad av: Disney Character Voices International, Inc.

### Fotnoter
1. ↑  ErikMAdams (19 februari 2016). ”"See you next summer": Alex Hirsch says goodbye to Gravity Falls” (på engelska). AV Club. http://www.avclub.com/article/see-you-next-summer-alex-hirsch-says-goodbye-gravi-232432. Läst 12 februari 2017.
2. ↑  ”Disney Gravity Falls | Disney.se Video”. 28 november 2016. Arkiverad från originalet den 28 november 2016. https://web.archive.org/web/20161128161549/http://video.disney.se/gravity-falls. Läst 13 augusti 2020.[ej i angiven källa]
3. 1 2 3  ”Gravity Falls - Svenska röster och credits”. Dubbningshemsidan. https://www.dubbningshemsidan.se/credits/gravity-falls/. Läst 29 januari 2025.